# Rosebud Indian Reservation

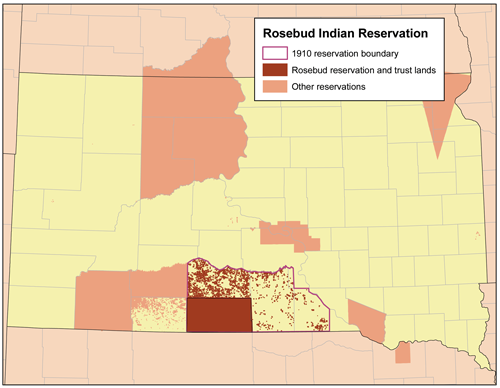
Locatie van het reservaat (donker) binnen South Dakota

Rosebud Indian Reservation is een indianenreservaat in de Amerikaanse staat South Dakota. Het is het woongebied van de Rosebud Sioux of in het Lakota Sicangu Lakota Oyate ('volk met de verbrande dij').
Het reservaat werd in 1889 opgericht door de Amerikaanse overheid toen ze het Great Sioux Reservation opbrak. Rosebud is 5.103 km² groot en omvat volledig Todd County en gronden en dorpen in de omliggende county's. Ten westen van Rosebud ligt het Pine Ridge Indian Reservation.